# Orlando Echeverri Benedetti
Orlando Echeverri Benedetti (Cartagena de Indias, 26 de octubre de 1980) es un escritor y traductor colombiano.
Trabajó para el diario El Universal. Ha publicado relatos y ensayos en El Malpensante, Universo Centro y la Société Jersiaise. En 2014 ganó el Premio Nacional de Novela otorgado por el Instituto Distrital de las Artes de Bogotá con el libro Sin freno por la senda equivocada, publicado por El Peregrino Ediciones y presentado en la Feria Internacional del Libro de Bogotá en 2016. La obra fue preseleccionada para el Premio de Novela del Ministerio de Cultura de Colombia en 2016.
Su segunda novela, Criacuervo, publicada en 2017 por Angosta Editores, fue incluida por la Revista Arcadia en la lista de los diez mejores libros de 2017. La novela también fue finalista en el Premio Nacional de Novela del Ministerio de Cultura de Colombia en 2018.
En 2018, la editorial Penguin Random House publicó su tercer libro, La fiesta en el cañaveral.
En 2019, IDARTES lo invitó a participar en Bogotá Contada, una iniciativa que convoca a escritores hispanoamericanos a visitar la capital colombiana para escribir sobre ella.

## Educación
Es egresado de Filosofía de la Universidad de Cartagena y máster en Periodismo de la Universidad Torcuato Di Tella (Buenos Aires).

## Obras

### Novela
- Sin freno por la senda equivocada, El Peregrino Ediciones, Bogotá, 2015. ISBN 9789588911182
- Criacuervo, Angosta Editores, Medellín, 2017. ISBN 9789585965263 / Edicola Ediciones (en español), Santiago de Chile, ISBN 9789569277450 / Edicola Ediciones (traducido al italiano por Marta Rota Núñez), ISBN 9788899538439

### Cuento
- La fiesta en el cañaveral, Penguin Random House, 2018. ISBN 9789585458611

### En antologías
- Puñalada trapera. Antología colombiana de cuentos de Antonio García Ángel, Mónica Gil Restrepo, Luis Noriega, Pilar Quintana, Andrés Mauricio Muñoz, Carolina Cuervo, Gilmer Mesa, Patricia Engel, Andrés Felipe Solano, Mariana Jaramillo Fonseca, Orlando Echeverri Benedetti, Gloria Susana Esquivel, Daniel Ferreira, Margarita García Robayo, Juan Cárdenas, Daisy Hernández, Humberto Ballesteros, Juliana Restrepo, César Mackenzie, Daniel Villabón, Natalia Maya Ochoa, y Matías Godoy. Rey Naranjo Editores. 2017. ISBN 9789588969473 (Traducido al italiano como: Heridas. Ventidue racconti dalla Colombia / traduttore: M. C. Secci / Gran vía edizioni / ISBN 978-8895492582)
- El Coi y otros cuentos. Antología colombiana de cuentos de Carlos Mauricio Vega Pacheco, Orlando Echeverri Benedetti, Carlos Gabriel Rodríguez, Julian Enrique Penagos, VinceDaniel Taborda Hernández, Róbinson Grajales, Jerónimo García Riaño, Juan Diego Zabala Duque, Jorge Andrés Hernández, John Harold Better Armalla, Rubén Darío Barreto Viana, Efrain Enrique Villanueva, Jorge Lewinnek, Farid Mendez Lozano, Eduardo Otálora, Andrés Leonardo Estupiñán, Boris Arturo Ramírez, Miguel Angel Afanador, Alejandro Arciniegas, Clinton Ramírez, Andrea Beaudoin Valenzuela, Rolando Blanco. VII Concurso de Cuento La Cueva. Antología de cuentos de Fundación La Cueva. 2018. ISBN 9789585938588
- Muchas vidas por vivir. Antología de cuentos de Laura Ortiz Gómez, Orlando Echeverri Benedetti, Yihán Rentería Salazar, Juan Gabriel Vásquez, John Better, Juan Cárdenas, Patricia Engel, Margarita García Robayo, Luis Noriega, Pilar Quintana. Publicada por Sahoepyeongron - Ministerio de Cultura de Colombia. 2022. ISBN 9791167070630. ASIN B0DMJT9XPW. Idioma: coreano.
- Cuentos y relatos de la literatura colombiana. Antología compilada por Luz Mary Giraldo e incluye cuentos de Orlando Echeverri Benedetti, Giuseppe Caputo, Daniel Ángel, Antonio García Ángel, Cindy Herrera, Juliana Javierre, Juan Diego Mejía, Mario Mendoza, Julianne Pachico, Fátima Vélez. Publicada por Fondo de Cultura Económica. 2023. ISBN 9789585197329. ASIN 9585197324.

## Premios
- Premio Nacional de Novela Idartes, Colombia, 2014
- Premio Nacional de Cuento Idartes, Colombia, 2017